# Sparkasse Bremerhaven
Die Sparkasse Bremerhaven war eine öffentlich-rechtliche Sparkasse mit Sitz in Bremerhaven. Sie wurde von der Sparkassenstiftung Bremerhaven getragen. Sie betrieb Dienstleistungen über die Tochtergesellschaften Sparkassen Bau und Grund GmbH, Sparkassen ImmobilienCenter GmbH, Sparkassen ImmobilienService GmbH und Sparkassen VersicherungsCenter GmbH.  

## Geschäftsausrichtung und Geschäftserfolg
Die Sparkasse Bremerhaven betrieb als Sparkasse das Universalbankgeschäft. Sie war in der Stadt Bremerhaven in den Geschäftsfeldern Privatkunden und Firmenkunden Marktführer. 

## Geschichte
Am 12. Juli 1858 wurde das erste Vorgängerinstitut „Geestemünde-Geestendorfer Sparcasse“ gegründet. Im darauffolgenden Jahr eröffnete die „Fleckensparkasse Lehe“ als zweites und im Jahr 1890 die „Städtische Sparkasse Bremerhaven“ als drittes Ursprungsinstitut. Nach mehreren Umbenennungen der drei Ursprungsinstitute schlossen sich die preußischen Sparkassen im Jahr 1924 in Geestemünde und in Lehe zur Städtischen Sparkasse Wesermünde zusammen. Im Zuge der Eingemeindung Bremerhavens in die Stadt Wesermünde wurde die Städtische Sparkasse in Bremerhaven am 31. Dezember 1939 auf die Städtische Sparkasse Wesermünde überführt. Dieses Institut gehörte damals zu den 50 größten Sparkassen im Reichsgebiet. Am 1. Januar 1947 wurde die Stadt Wesermünde unter dem Namen Bremerhaven in das neugegründete Land Bremen einbezogen. Am 6. Juni 1947 erfolgte dann die Umbenennung in Städtische Sparkasse Bremerhaven. Damit kam nicht nur der 1939 aufgegebene Name eines der drei Vorgängerinstitute wieder zu Ehren – es begann auch die Entwicklung zu einem modernen Universalkreditinstitut. 1952 erhielt die Städtische Sparkasse Bremerhaven als erste bundesdeutsche Sparkasse eine moderne Satzung. Diese sichert dem Institut die eigene Personalhoheit und die geschäftspolitische Unabhängigkeit vom Gewährträger. 
Am 8. Dezember 2003 wurde die Trägerschaft von der Stadt Bremerhaven auf die eigens dafür gegründete Sparkassenstiftung Bremerhaven übertragen. 2004 erfolgte dann die bisher letzte Namensänderung in Sparkasse Bremerhaven.

## Fusion zur Weser-Elbe Sparkasse
Das Vermögen der Sparkasse Bremerhaven ist mit Wirkung zum 1. Januar 2014 im Wege der Gesamtrechtsnachfolge auf die Kreissparkasse Wesermünde-Hadeln übertragen worden. Die Kreissparkasse Wesermünde-Hadeln hat gleichzeitig ihren Namen in Weser-Elbe Sparkasse geändert. Die Sparkasse Bremerhaven wurde im Handelsregister gelöscht. 
Koordinaten: 53° 32′ 33,4″ N, 8° 34′ 47″ O